# Костойчинов вир
Костойчиновият вир (на македонска литературна норма: Костојчинов вир) е традиционна водна валавица, намираща се в стружкото село Вевчани, Северна Македония. Валавицата, разположена на Вевчанската река, заедно със съседните Костойчинова валавица и Костойчинова воденица е обявена за важно културно наследство на Северна Македония.
Вирът заедно със сухата валавица е изграден в началото на XX век. Съоръжението се снабдява с вода от реката чрез дървени корита, които са запазени в оригинален вид. Водата се регулира с гечме. Валавицата има форма на обърнат конус. Отворът в земята е облицован с камани в суха зидария. В него са наредени в кръг дъските, стегнати с дървени обръчи, заоблени в края и с елипсовидни вдлъбвания за изтичане на водата. Дълбочината на вира е 2,7 m. Използва се за пране на вълнени тъкани, най-често ямболии. За въртене на тъканите се използват дълги дървени чатали, а за сушене така наречените клюкачи. Вирът заедно със сухата валавица работи до третата четвърт на XX век, след което е запуснат. Възстановен е в 2007 година по инициатива на Марян Костойчиноски с негови средства и с пари на Министерството на околната среда.